# مایک دی آنتونیو
مایک دی آنتونیو (به انگلیسی: Mike D'Antonio) متولد ۲۲ مه ۱۹۷۳، (۱ خرداد ۱۳۵۲) بیسیست و مؤسس ایتالیایی تبار گروه‌های متال‌کور ماساچوستی کیلسوئیچ انگیج و اورکست می‌باشد. او یک طراح گرافیک است و تمام آثار هنری گروه کیلسوئیچ انگیج را خودش طراحی می‌کند. مایک یک گیاه‌خوار است و به شدت به حقوق حیوانات معتقد می‌باشد.